# 朱塞佩·托马西·迪·兰佩杜萨
朱塞佩·托马西（意大利语：Giuseppe Tomasi di Lampedusa），第十一代兰佩杜萨亲王（1896年12月23日—1957年7月23日），西西里作家，以自己唯一的长篇小说《豹》（Il Gattopardo）而知名。
朱塞佩在巴勒莫出生，父親Giulio Maria Tomasi為第10世兰佩杜萨亲王，並是Palma di Montechiaro公爵，母親則名為Beatrice Mastrogiovanni Tasca di Cutò。朱塞佩本來還有一個姊妹，卻於幼年因白喉早逝。朱塞佩自幼已沉默寡言，孤独无伴，把绝大多数的时间用于阅读和沉思，常把自己称为“一个爱孤独的孩子”。
1915年，兰佩杜萨搬到羅馬，本來打算修讀法律，卻於同年被徵入伍。他在卡波雷托戰役中被奧匈軍隊所俘，卻有幸逃回意大利。戰後，他回到西西里，而《豹》亦開始萌芽。1932年，兰佩杜萨到拉脫維亞首都里加遊玩，並娶了一名波罗的海德国的貴族女子Alexandra Wolff von Stomersee。
婚後，他與妻子回到巴勒莫祖屋，但婆媳不和，最後von Stomersee更決定回拉脫維亞。1934年，兰佩杜萨的父親去世，而朱塞佩亦成為第十一代兰佩杜萨亲王。1940年二戰期間，蘭佩杜薩再次被徵入伍，卻因要打理家族農莊，最後得以回家。此時左右，蘭佩杜薩在西西里北部避難時，與妻子重逢並和好。一家人得以團聚，但家族祖屋最後卻被炸毀，而蘭佩杜薩母親亦於1946年逝去。
為了提起精神，蘭佩杜薩開始撰寫《豹》，並於1956年完工。蘭佩杜薩開始向不同的出版社投稿，卻兩次遭出版社退回，而蘭佩杜薩更在1957年被診斷出患上肺癌。小說最後在蘭佩杜薩死后的1958年才出版；該小說以作者祖父的一生為藍本，讲述意大利复兴运动时期发生在西西里一个贵族家庭的故事，文字古雅，与意大利现代文学的风格背道而驰。